# Super Battleship: The Classic Naval Combat Game
Super Battleship: The Classic Naval Combat Game est un jeu vidéo de réflexion sorti en 1993 sur Super Nintendo. Le jeu a été développé par The Software Toolworks et édité par Mindscape. Mindscape a développé le jeu sur Mega Drive l'année suivante. Il est basé sur un jeu de société, la bataille navale, et fait suite au jeu vidéo Battleship.